# Lycium morongii
Lycium morongii ist eine Pflanzenart aus der Gattung der Bocksdorne (Lycium) in der Familie der Nachtschattengewächse (Solanaceae).

## Beschreibung
Lycium morongii ist ein aufrecht wachsender, gedrungener Strauch, der Wuchshöhen von 1 bis 5 m erreicht. Die Laubblätter sind unbehaart, 12 bis 80 mm lang und 5 bis 34 mm breit.
Die Blüten sind zwittrig und vier- oder fünfzählig. Der Kelch ist glockenförmig und unbehaart. Die Kelchröhre ist 2 bis 3 mm lang und mit 0,2 bis 1 mm langen Kelchzipfeln besetzt. Die Krone ist weiß und cremegelb gefärbt und trichterförmig. Die Kronröhre ist 3 bis 4,5 mm lang, die Kronlappen sind 1,5 bis 3 mm lang. Die Staubfäden sind an den unteren 1,5 bis 3 mm der Basis dicht filzig behaart.
Die Frucht ist eine dunkel purpurne oder gelegentlich schwarze, kugelförmige Beere, die 3 bis 4 mm lang und breit ist. Je Fruchtblatt werden zwei bis acht Samen gebildet.
Die Chromosomenzahl beträgt 2n = 24.

## Vorkommen
Die Art ist in Südamerika verbreitet und kommt dort in Paraguay, Bolivien und Argentinien vor.